# Arti
Arti (russisch Арти) ist eine Siedlung städtischen Typs in der Oblast Swerdlowsk (Russland) mit 12.881 Einwohnern (Stand 14. Oktober 2010).

## Geographie
Die Siedlung liegt an der westlichen Flanke des Mittleren Urals, knapp 150 Kilometer (Luftlinie) südwestlich der Oblasthauptstadt Jekaterinburg am Flüsschen Artja, wenig oberhalb seiner Mündung von links in die Ufa. Die Artja ist hier zu einer kleinen Talsperre angestaut.
Arti ist Verwaltungszentrum des gleichnamigen Rajons Arti.

## Geschichte
Der Ort entstand ab 1783 im Zusammenhang mit der Errichtung eines Eisenwerkes, das nach dem Fluss – möglicherweise abgeleitet vom mansischen Wort für den Fisch Aland – Artinski sawod genannt wurde. Bereits seit Mitte des 18. Jahrhunderts stand an dieser Stelle eine Mühle. Die Siedlung trug zunächst den gleichen Namen wie das Werk, das 1787 den Betrieb aufnahm; später wurde er auf Artinsk und Arti verkürzt.
Ab 1809 spezialisierte sich das Werk auf die Fertigung von Sensenblättern. 1811 ging es in Staatsbesitz über. In Folge wurden seine Erzeugnisse unter anderem auf den Weltausstellungen von London 1851 und Paris 1876 gezeigt und prämiert; der Ort wuchs insbesondere im dritten Viertel des 19. Jahrhunderts schnell.
1923 wurde der Ort Verwaltungszentrum eines Rajons, 1929 erhielt er den Status einer Siedlung städtischen Typs unter seinem heutigen Namen.

### Bevölkerungsentwicklung
| Jahr | Einwohner |
| ---- | --------- |
| 1939 | 9.799     |
| 1959 | 13.016    |
| 1970 | 13.744    |
| 1979 | 13.530    |
| 1989 | 15.803    |
| 2002 | 13.790    |
| 2010 | 12.881    |

Anmerkung: Volkszählungsdaten

## Kultur und Sehenswürdigkeiten
Arti besitzt ein kleines Historisches Museum, eine Filiale des Swerdlowsker Oblastheimatmuseums. Im Ort sind eine Reihe von Fabrik- und Verwaltungsgebäuden aus der Mitte des 19. Jahrhunderts erhalten.
In der Umgebung gibt es verschiedene botanische und geologische Naturdenkmäler. Dazu gehören der Eichenwald Potaschkinskaja dubrawa beim Dorf Potaschka, der die östliche Verbreitungsgrenze der Stieleiche (Quercus robur) markiert, sowie der 1884 vom Geologen Alexander Karpinski untersuchte Fossilienfundort mit Ammoniten, Brachiopoden und Belemniten im Kalkgestein des Berges Kaschkabasch (auch Romanow uwal). Nach dem Ortsnamen schlug Karpinski für die entsprechende chronostratigraphische Stufe des Perm den heute gebräuchlichen Namen Artinskium vor.

## Wirtschaft und Infrastruktur
Wichtigstes Unternehmen der Siedlung ist bis heute die aus dem alten Eisenwerk hervorgegangene Fabrik, die Sensen und andere Garten- und landwirtschaftliche Geräte sowie seit den 1940er Jahren Näh- und Nähmaschinennadeln herstellt. Daneben wird in der Umgebung Land- und Forstwirtschaft betrieben.
Die nächstgelegenen Eisenbahnstationen befinden sich gut 50 Kilometer nordwestlich in Krasnoufimsk an der Strecke Moskau–Kasan–Jekaterinburg sowie östlich bei Michailowsk und Nischnije Sergi an der Nebenstrecke Tschussowoi–Berdjausch. Über diese Städte besteht in zwei Richtungen auch Straßenanschluss an die Fernstraße R242 und Teil der Europastraße 22 Perm–Jekaterinburg, außerdem in südwestlicher Richtung nach Njasepetrowsk in der benachbarten Oblast Tscheljabinsk.
Am Ort befindet sich eine Monitoring-Station des SDCM-Systems.

## Persönlichkeiten
- Michail Ossinow (* 1975 in Arti), Fußballer, Kapitän des FK Rostow
- Boris Stenin (1935–2001), russischer Eisschnellläufer